# Rano (Vanuatu)
Rano ist eine Insel vor der Nordostküste von Malakula im Gebiet des westpazifischen Inselstaates Vanuatu. Laut dem Zensus von 1999 lebten damals 273 Menschen auf der Insel, 10 Jahre später waren es 304.
Etwa 800 Meter nordwestlich grenzt Rano an die ebenfalls bewohnte Insel Wala.
Rano gehört zur vanuatuischen Provinz Malampa.